# Cyrias Ouellet
 (décembre 2017).
Si vous disposez d'ouvrages ou d'articles de référence ou si vous connaissez des sites web de qualité traitant du thème abordé ici, merci de compléter l'article en donnant les références utiles à sa vérifiabilité et en les liant à la section « Notes et références ».
 (mars 2021).
Pour les articles homonymes, voir Ouellet.
Cyrias Ouellet, est un chimiste québécois, pionnier du développement de la recherche en chimie au Québec, né le 19 janvier 1906 et mort le 14 avril 1994.

## Biographie
Cyrias Ouellet est né à Québec, Canada. Son père, Jos Ouellet est architecte et évaluateur et la famille habite au 28 rue Ste-Famille. Tout jeune, il a un goût marqué pour l’étude et sa formation est à la fois originale et exemplaire. Les premières années d’apprentissage au cours primaire n’ont pas lieu dans une école mais à la maison et chez une demoiselle Voyer qui donne des cours privés sur la rue St-Flavien, à quelques coins de rues de chez lui. Vers la fin de son cours primaire, il entre à l’Académie commerciale de Québec. Il est alors particulièrement marqué par l’enseignement du frère Joachim, le professeur de physique, «un savant-né», au dire de son élève. Il le considère comme «bien meilleur que les professeurs de sciences du Séminaire», où il entrera par la suite pour compléter ses études secondaires.
Au Séminaire, il s’intéresse au mouvement des vagues. Il apprend que Léonard de Vinci a affirmé qu’une onde ne voyage jamais seule et cette question lui trotte dans la tête. Ces préoccupations scientifiques l’intéressent peut-être, explique l’octogénaire qu’il est devenu, «parce que je n’aimais pas jouer aux cartes comme les autres». L’enseignement de la physique ne satisfait pas Cyrias: «Le prêtre, l’abbé Benoît, n’était pas à la hauteur. Il n’aimait pas la physique et ne la comprenait pas». Par contre, le professeur de chimie, l’abbé Alexandre Vachon, trouve meilleure grâce à ses yeux: « L’abbé Vachon n’en savait pas énormément, mais assez pour le séminaire, et il enseignait bien». C’est lui qui lui a fait découvrir la photosynthèse et ce thème orientera toutes ses recherches futures.
En 1926, Cyrias Ouellet termine son cours classique et obtient son baccalauréat es arts. À l'automne, il arrive à l’École supérieure de chimie de l'Université Laval, «en même temps que les tramway». Le professeur de mathématiques, Adrien Pouliot (1896-1980), le détourne de cette science, car son enseignement est trop rapide au goût de l'élève. Ouellet décrit ironiquement son professeur de physique, Paul Larose, comme étant «un bon professeur, car il ne parlait pas".
Guntensperger lui enseigne la chimie inorganique et Risi la chimie organique: "Les professeurs suisses étaient compétents pour ce qu'ils enseignaient. Il n'était pas question de recherche encore, cela viendra un peu plus tard. L'enseignement élémentaire était bien fait de façon très systématique, à l'allemande. Leur accent était allemand. Risi l'a perdu très vite son accent allemand, d'autres l'ont gardé́ mais ils savaient bien le français. Risi avait la responsabilité de la petite bibliothèque départementale, et il y avait des choses précieuses, et il fallait consulter un après l'autre et c'était difficile de passer d'un livre à l'autre. Ce qui peut arriver de pire à un livre c'est d'abord de n'être pas lu[...]et d'être volé. S'il est volé par un homme qui sait lire, c'est moins mal[...].».
Après avoir obtenu son baccalauréat en chimie, Ouellet s’inscrit au programme de doctorat où il fait partie de la première promotion dans ce programme à l’Université Laval. Pendant ses études à l'École supérieure de chimie, Ouellet a l'occasion de prendre connaissance des travaux du physicien indien, Sir Chandrasekhara Venkata Raman.
Celui- ci, un futur prix Nobel de physique en 1930, vient alors de découvrir l'effet qui porte son nom. L'effet Raman concerne «les radiations diffusées par un corps pur éclairé par la lumière monochromatique. Cyrias Ouellet se dit que se trouve peut-être là le secret de la photosynthèse : «Une molécule absorbe une fréquence lumineuse donnée, s'explique-t-il, et la lumière qui ressort se comporte comme une balle qui aurait frappé un mur : il y a de l'élasticité́, mais pas complètement, il y a une perte. Le photon qui ressort est plus faible que celui qui est entré. Ces choses m'intéressaient et je cherchais des informations sur ces phénomènes».
Les succès de l'étudiant Ouellet à l'École supérieure de chimie sont dignes de ses résultats au Séminaire. Dès sa deuxième année, il est nommé́ assistant du professeur Cathala. De plus, le futur chimiste obtient la bourse Price à la fin de chacune de ses années académiques. À l'examen des finissants, il est reçu chimiste diplômé́ avec grande distinction. Il partira ensuite en Europe étudier avec des maîtres chimistes et physiciens.

### La formation en Europe
Au mois d'août, Ouellet apprend par les journaux qu'il est boursier du gouvernement du Québec.
Sur le bateau qui le mène à Liverpool, le Québécois rencontre un collègue de Vancouver qui va étudier à Cambridge ainsi que le professeur de physique Eli Franklin Burton, de l'Université de Toronto. Celui-ci deviendra, en 1932, le directeur de ce département, et cela jusqu'à sa mort en 1948. Pour l'instant, il se rend à Cambridge assister à une réunion de la «Faraday Society» où il présentera ses recherches sur les actions de surface et leur rôle en biologie.
En Angleterre, Ouellet se rend à Cambridge où il visite les laboratoires de biochimie, de chimie, de chimie-physique et de physique. L'accueil y est très cordial et un assistant lui fait tout visiter de fond en comble. Il n'est pas possible de s'inscrire au doctorat si l'on n'est pas immatriculé par un collège anglais mais on l'assure qu'une fois docteur il lui sera plus facile de suivre des cours ou d'effectuer des travaux de recherche.
À Paris, l'accueil est moins chaleureux: «Il y a toujours des secrets à garder, commentera Ouellet et des mystères qui empêchent de laisser visiter à moins d'une recommandation spéciale». À l'École des Mines, les mêmes difficultés surgissent jusqu'à ce qu'Ouellet s'avise de dire qu'il était un confrère de Louis Cloutier: «tout d'un coup, écrit-il, toutes les barrières sont tombées et j'ai été́ reçu comme un prince». De toutes manières, à Paris, le sujet qui intéresse Ouellet, la photosynthèse, n'est pas au goût du jour.
Le chimiste lavallois recherche une opportunité́ d'exploiter une idée qu'il a en tête et qui pourrait servir à l'étude de la photosynthèse. Il pense employer des isotopes comme traceurs, car il a lu qu'un Hongrois avait utilisé́ du radium pour suivre le parcours du baryum, du strontium et d'autres éléments dans des organismes animaux pour identifier le trajet du produit. À Strasbourg, il trouve un professeur de chimie physique qui s'intéresse à ses idées, mais celui qui aurait pu le prendre dans son laboratoire se trouve aux États-Unis. On lui recommande cependant de se rendre à l'École polytechnique fédérale de Zurich. Ouellet s'arrête en chemin à Freiberg en Allemagne où il reçoit le même accueil chaleureux qu'à Cambridge: «les portes sont ouvertes et dès qu'on entre dans un laboratoire, on s'y sent chez soi». À Zurich, Ouellet rencontre le chimiste physicien Emil Baur. Celui-ci s'intéresse à la photosynthèse mais avec une approche différente. Après quelques minutes de conversation avec Baur il est entendu que le lendemain, Ouellet commence à travailler dans son laboratoire. Dans ses moments de loisirs, il fréquente les cinémas pour mieux comprendre l'allemand.

### À l'École polytechnique fédérale de Zurich
Aussitôt installé, Ouellet découvre le prestige de l'École polytechnique fédérale de Zurich à travers les fêtes célébrant le soixante-quinzième anniversaire de sa fondation: « Parmi les professeurs, anciens et actuels, écrit-il à l'abbé́ Vachon, on ne compte pas moins de six prix Nobel : Roentgen, découvreur des rayons X, Einstein, Debye, Weyl, Wilstätter, Werner, Guillaume, Haber, Treadwell, Staudinger, Lunge, etc.[...]. Le jeune chercheur est enchanté de son choix, il fait de la photométrie, c'est-à-dire la mesure de l’intensité des rayonnements visibles ou proches du visible, avec des piles thermoélectriques pour étalonner des sources de lumière: «Ça me va, dit-il, mais ça ne va pas toujours tout seul».
Régulièrement Ouellet assiste à un cours choisi au hasard. Il trouve intéressant de comparer les différentes méthodes d'enseignement et de connaitre les professeurs. Il constate que, de manière générale, le niveau des cours n'est guère plus élevé que ceux de l'École supérieure de chimie mais que la matière est présentée beaucoup plus clairement: 
«Les professeurs mettent en relief les choses simples, fondamentales, de sorte que les développements suivent d'eux-mêmes. On insiste beaucoup sur la mécanique pratique, la manœuvre des appareils industriels, des laboratoires sont d'ailleurs montés exprès pour cela. D'autre part, la formation théorique est peut-être moins générale qu'à Québec, beaucoup plus de matières facultatives ».
À son arrivée à Zurich, Baur avait annoncé à son élève que ses recherches en vue de l'obtention du doctorat ne seraient pas très longues. Ouellet en avait été très satisfait, car il comptait bien se rendre à Cambridge le plus tôt possible. Mais un an seulement, cela dépassait ses « plus ambitieux projets ». Il est exempté des examens obligatoires; il écrit : « je n'aurais jamais eu le front de demander cela mais j'ai encore moins celui de le refuser ». En avril 1931, Baur annonce à son élève qu'il pourrait obtenir son doctorat dès l'automne. Ouellet est enchanté : « Je serai libre ensuite de faire ce que je voudrai, de la physique, et de la faire où je voudrai, à Cambridge ». Pour se préparer, il suit les cours de physique théorique du professeur Paul Scherrer (1890-1969), un physicien suisse à qui l'on doit la mise au point, avec le physicien néerlandais Debye (1884-1966), d'une méthode d'investigation des microstructures par diffraction des rayons X.
Ouellet se met à l’œuvre et rédige, en deux semaines, le résultat de ses expériences. Et son professeur s'exclame : « Mais c'est une thèse, vous allez publier ». Bientôt paraissent, en français, les recherches de Ouellet dans une publication suisse. Cette publication est en réalité sa thèse. Elle est lue par W. D. Tradwell, un Américain installé à Zurich depuis plusieurs années. Il est selon Ouellet, « le » professeur de chimie analytique à l'École polytechnique. Les principaux livres de références sont aussi écrits par lui. Son codirecteur de thèse, avec Baur, est un organicien, le professeur Rouchisca. C’est ainsi que Ouellet obtient son diplôme de doctorat ès sciences naturelles, «Doktor de exakten Naturwissenschaften », à l'automne 1932.
Au sujet de ses recherches, proposées par Emil Baur, Ouellet dira: «J’en avais fait assez, ça marchait toujours. Il faut trouver un phénomène ou un objet désobéissant». Cet objet désobéissant c'est du côté de Cambridge, on s'en doute bien, que Ouellet le cherche alors. Il écrit tout d'abord à Rutherford qui lui répond, «sur un petit bout de papier». Il lui conseille de s'adresser au professeur Erik Rideal. Ce dernier est pour Rutherford « un nouveau collègue qui vient d'ouvrir un laboratoire de chimie-physique sur les surfaces [...], les colloïdes». Rideal se montre très intéressé et Ouellet se pointe aussitôt à Cambridge. Il y restera trois ans: « Cela n'a jamais été planifié, explique-t-il, par d'autres considérations que la recherche que je voulais faire.

### Cambridge
Ouellet arrive à Cambridge au début du mois d'octobre 1931. Trois semaines plus tard, il se déclare «content de son coup». Pour lui, l'endroit y est idéal pour travailler, notamment en raison d'une plus grande collaboration entre les chercheurs qu'à Zurich. Il fait son apprentissage dans le laboratoire de Rideal au «Department of Colloid Science», avec un Italien qui travaille sur un sujet d'actualité, les rayons cosmiques. Ouellet compte aussi suivre les cours de Rutherford au semestre d'hiver.
Ses recherches initiales portent sur les phénomènes de catalyse négative, une généralisation de la désensibilisation décrite plus haut à des domaines divers. Au printemps, il espère toujours pouvoir développer une théorie plus complète de la catalyse négative mais il manque de données expérimentales. Il se contente donc de l'appliquer à ses propres résultats, qui sont, à son avis, bien restreints. Malgré cela, son professeur de Zurich, avec qui il garde contact, le presse de publier ce qu'il a déjà obtenu. Ouellet s'y décide finalement. Il envoie un texte à Alexandre Vachon, qui attendait un écrit pour le Naturaliste canadien, mais qui, à la demande de Ouellet, le fera paraître dans une revue plus «scientifique», le Canadian Chemistry and Metallurgy. Ouellet y explique la nature de ses recherches:
Poussant plus loin l'idée de Baur sur la dépolarisation d'un sensibilisateur par un oxydo-réducteur, il a cherché à relier le pouvoir désensibilisateur d'une substance à son potentiel d'oxydo-réduction. Ses résultats démontrent qu’il existe un lien intime entre les différentes formes de catalyse négative.
Cyrias Ouellet écrit à Vachon au sujet de l'avancement de ses recherches et de l'ambiance d'études à Cambridge: « Mon travail avance par sauts et par buttes. J'ai un travail des plus intéressants, mais il prend du temps à en sortir des résultats. Mon professeur dit parfois: 'Very satisfactory'. Il est poli. L'Angleterre est toujours douce et les Anglais gentlemen. Ce semestre-ci, je suis les cours de Rutherford, après ceux de J. J. Thomson. On est dans le paradis des physiciens. Einstein va venir la semaine prochaine pour m'adresser la parole.»
Par la suite, Ouellet s'intéresse à l'utilisation des compteurs de Geiger Müller, récemment inventés en Allemagne, pour mesurer des radiations. C'est la première fois qu'un compteur photo-électrique est utilisé pour effectuer des recherches en chimie et ses résultats attirent l'attention des plus grands savants. En décembre 1932, Rideal présente les recherches de Ouellet devant la «Faraday Society». Après avoir expliqué le processus de fabrication du compteur, pour la fabrication duquel Ouellet a dû apprendre à souffler le verre» Rideal présente le résultat des recherches, qu'il avait lui-même suggérées. Au printemps suivant, Ouellet fait parvenir un texte intitulé «Le compteur photo-électrique, nouvel outil de recherches chimiques», qui relate ses travaux. Son contenu sera présenté par Louis Cloutier dans le cadre du premier congrès de l'ACFAS, fondée dix ans auparavant.
Après avoir expliqué la construction de son compteur, Ouellet montre que ses résultats «permettent de supposer que vraisemblablement la luminescence est associée avec la présence de centres secondaires qui se multiplient par suite de collision d'un produit actif ou d'un chaînon dans la chaîne avec d'autres molécules d'oxygène». Au moyen de son compteur, Ouellet a donc étudié «l'effet de la variation de pression de l'oxygène sur la lueur du phosphore et a montré que la variation d'intensité de la radiation émise suit celle que l'on peut supposer à partir d'un mécanisme à chaîne du type tel que proposé par le chercheur russe, Semionov. Il apparaît de plus que dans les limites de la sensibilité obtenue avec ces compteurs à quantum, aucune radiation n'est émise en dehors de la région où une propagation à chaîne se produit, ce qui supporte l'hypothèse que la lueur n'est émise que durant les phases secondaires de la réaction et possiblement durant l'oxydation de P4O6 en P2O5».
Cyrias Ouellet n'est pas peu fier de ces travaux, comme il le laisse savoir à son ancien professeur, Alexandre Vachon : «J'ai choisi ce sujet parce que c'est celui de mes recherches et que c'est tout nouveau. Je crois être le premier à avoir introduit en chimie cette technique vieille de moins de deux ans. Dans le moment, tout va à merveille». Il n'est pas moins fier lorsque, deux ans plus tard, il est cité par le chercheur russe qui avait effectué un séjour à Cambridge, N. N. Semionov, réputé pour ses travaux sur la cinétique et sur les réactions en chaîne, et qui obtiendra en 1956 le prix Nobel de chimie:
« An extremely interesting experiment is that carried out recently by Ouellet in Rideal's laboratory. It has proven that, when the pressure of the oxygen lies below the lower or above the upper limit wavelenghts shorter than 2 800 A are not emitted at all by the mixture of phosphorus vapor and oxygen, though light of this particular wave-length is abundant when the pressure lies between the explosive limits. The emission spectrum was examined by means of a Geiger type counter with a photoelectric coating inside...».
Le physicien anglais Patrick Blackett (1897-1974) enseigne à Cambridge. Il s'intéresse alors aux rayons cosmiques. Il avait réalisé, en 1923, la première transmutation d'un atome, l'azote, en un autre, l'oxygène. En 1932, il vient à peine de vérifier l'existence du positron, un électron avec une charge positive, et la matérialisation du photon. Sir James Chadwick, futur prix Nobel de physique en 1935, s'intéresse lui aussi à la désintégration de la matière, notamment par le bombardement avec des particules alpha. En 1932, il met en évidence l'existence du neutron. Au mois de mai, chacun d'eux invite successivement le chimiste québécois à assister à des réunions de la «Royal Society». Cyrias en est très fier. Il se retrouve parmi les plus grands savants de l'heure: c’est très intéressant, écrit-il, on y rencontre des professeurs d'un peu partout et on s'y renseigne sur un tas de travaux pendant les conversations!».
Au même moment des rumeurs circulent à Québec, selon lesquelles Cyrias Ouellet serait engagé à l'Université. Vachon confirme à Ouellet qu’il serait engagé; son ancien élève s'inquiète aussitôt de savoir s'il «aura un assistant pour ses recherches à l'École supérieure de chimie». Mais lorsque les journaux annoncent que Cyrias sera professeur de philosophie scientifique, le principal intéressé s'esclaffe: «J'ai bien ri quand j'ai vu que j'étais nommé professeur de philosophie scientifique. Pourquoi pas de droit canon?».
A l'automne 1933, Ouellet reçoit la visite de Vachon à Cambridge. Cette visite, écrit-il, «m'a replacé pour quelques heures dans mon milieu naturel, ce qui restera un événement considérable dans les annales de mon séjour à Cambridge». Au cours des mois précédents, Ouellet avait travaillé avec un zoologiste bien connu de l'époque, James Gray, qui voulait appliquer la technique des compteurs utilisée par Ouellet à ses recherches. C'est ainsi que ce dernier se retrouve à «faire de la physique avec des œufs d'oursins». Les résultats de cette recherche ne sont pas très concluants car les «compteurs se refusent à déceler aucune radiation, rapporte Ouellet, ce qui est bien dommage». Ils sont tout de même présentés par Gray pour la partie biologique et par Ouellet qui explique sa technique à la Société Royale de Londres en novembre 1933. Plus tard, un article sur cette question vient clore la participation de Ouellet à ces recherches.
Pendant que Ouellet commence déjà à se préoccuper de trouver des fonds pour demeurer en Angleterre une autre année, ses travaux continuent d'être diffusés. En décembre, le professeur Rideal présente les recherches de son collaborateur qui concernent toujours la mesure à l'aide de compteur devant les membres de la «Cambridge Philosophical Society.» Au printemps suivant, Ouellet ne trouve pas le temps d'envoyer un article à Vachon sur les transmutations d'éléments, comme il lui a promis, car il est trop préoccupé à «chercher une relation mathématique entre les propriétés photoélectriques des métaux et l'énergie de formation de leurs composés». Il pense être «tombé par hasard sur une bonne piste».
Au cours de la même année, Cyrias reçoit la visite de son confrère de classe, Arthur Labrie, premier docteur de l'École supérieure de chimie. Celui-ci se rend alors à Aberdeen étudier les dernières techniques de congélation. Il décide toutefois de passer une semaine en compagnie de Cyrias. Labrie est très impressionné par l'importance des gens qu'il rencontre et avoue avoir passé une semaine de rêve. Il voyait déjà son confrère québécois récipiendaire d'un prix Nobel:
«Un soir, raconte-t-il, Ouellet a donné une réception dans sa chambre, il avait seulement deux chaises, le reste c'étaient des piles de volumes, il parle aussi bien l'allemand que le français. Il avait invité des gens à venir passer la soirée. On prenait un verre de bière, on grignotait. À un moment donné, il me dit: Tu vois le type assis sur une pile de livres, on prétend que c'est probablement lui qui va décrocher le prix Nobel de cette année. Faites-vous dire ça dans un salon, c'est impressionnant. C'était le physicien nucléaire américain d'origine russe Maurice Gustave Gamov. Il n'a pas eu le prix cette année là [...]. C'était un de ses amis».
Les expériences sur la fission de l'atome en étaient à leurs premiers balbutiements. Mais les premières transmutations avaient été effectuées, notamment par l'équipe du physicien italien Enrico Fermi (1901-1954) à Rome et au laboratoire Cavendish à Cambridge. Le premier docteur ès sciences de l'Université Laval décide de tenter sa chance et demande à Ouellet s'il n'y aurait pas moyen d'assister à l'une de ces expériences:
«Ouellet me dit, racontera Labrie, qu'il y aurait une expérience où l'on bombarderait une feuille d'aluminium avec une puissance qui n'avait jamais été atteinte pendant cette période là. Apparemment c'était plus facile avec l’aluminium. Ils avaient réussi à se brancher sur une usine hydroélectrique... on prétendait vouloir atteindre un million de volts. Dans ce temps-là, c'était beaucoup. On s'est rendu très tôt le matin, ce qui était extrêmement dur pour Cyrias Ouellet parce que se lever tôt ce n'était pas son fort. On ne nous a pas permis d'entrer parce que c'était dangereux. L'éclair qui devait éclater était un éclair artificiel. On bombardait avec des particules alpha dans ce temps-là parce que, à cette époque-là, le neutron n’était pas connu. On a eu la permission d'entrebâiller la porte. On a attendu. C'était un petit peu énervant parce qu'on attendait que la tension du courant soit assez forte pour faire éclater l'éclair entre les électrodes. Le choc nous a garochés en l'air. Il y a eu un déplacement d'air aussi ».
C’est ainsi que deux anciens étudiants de l'École supérieure de chimie ont eu la chance d'assister à l'une des premières transmutations d'éléments au monde. Dans ce cas bien précis, le bombardement était effectué à l'aide de particules alpha. Peu après, Fermi a commencé à utiliser le neutron qui s'est révélé beaucoup plus efficace.
Les recherches de Cyrias Ouellet en Europe se résument aux champs d'intérêts suivants: un an à Zurich sur la désensibilisation et trois ans à Cambridge sur les compteurs photoélectriques et ses applications à la luminescence du phosphore et aux rayons mitogénétiques ainsi qu'à l'influence de l'absorption de vapeurs sur les propriétés photoélectriques de l'or.

### De retour à l'Université Laval
La carrière de Cyrias Ouellet à l'Université Laval débute un an plus tôt que prévu. En effet, en juillet 1933, Alexandre Vachon lui écrit à Cambridge pour lui annoncer, officieusement, qu'il serait nommé́ professeur à l'École supérieure de chimie à son retour, prévu pour l'automne 1935. Il est question d'une bourse Rockefeller pour lui permettre de compléter une cinquième année d'études «spéciales»: «Tu aurais alors, lui affirmait Vachon, une formation admirable».
Les événements en décident autrement. Lorsque Cyrias se rend à Québec à l'automne 1934 dans le but de voir son père malade, il rencontre le recteur de l'Université, Mgr Camille Roy, qui s'exclame: «Qu'est-ce que tu fais? On t'attend et on ne sait pas où tu es rendu?». On avait besoin d'un professeur de physique et c'est Ouellet qui remplit cette tâche. Au départ, il est chargé des cours de physique de 1ère et 2e année.
Pendant que Ouellet commence à enseigner à l'École supérieure de chimie, Rideal poursuit des recherches à Cambridge. Elles donneront lieu à une publication en mars 1935, le texte étant reçu dès le 30 décembre 1934: «An Investigation of Absorbed Films by means of a Photoelectric Counter», qui paraît dans le Journal of Chemical Phvsics, sous la signature des deux chercheurs. Ce sera la dernière publication européenne de Ouellet.
Au printemps 1935, Ouellet projette d'aller étudier à Cornell au cours de l'été, mais il change finalement d'idée: « J'ai renoncé à mon projet d'aller passer l'été à Cornell et je crois qu'il me sera plus profitable de commencer dès maintenant mes recherches sur l'effet photoélectrique, comme j'en avais tout d'abord l'intention».
À l'École supérieure de chimie, les premières recherches de Cyrias Ouellet sont effectuées avec un diplômé de l'École, Thomas King, qui poursuit des recherches après son cours. Celles-ci donnent lieu à une publication, sous la double signature du professeur et de son élève, intitulée: «Absorption of deuterium oxyde by cellulose» dans le Canadian Journal Research. Pour son année supplémentaire de recherches et pour ce travail, Thomas King obtiendra le titre de maître es sciences. Le diplôme de maîtrise n'ayant été reconnu officiellement qu'en 1936 à l'École supérieure de chimie, peut-être est-ce cette situation qui explique le soi-disant oubli du secrétaire de l'École de le faire imprimer. King doit écrire à l'École supérieure de chimie en 1937 pour le réclamer.
Parallèlement à ses activités à l'École supérieure de chimie, Ouellet s'intéresse à la philosophie. Il est l'un des fondateurs, avec Charles de Koninck, Adrien Pouliot, Auguste Viette, J. Marc Dufresne, Louis-Philippe Pigeon, Jean-Louis-Tremblay, Joseph Risi, Cari Faessler et Roméo Blanchet de la Société de philosophie de Québec, le 7 mars 1935. C'est à sa résidence de la rue Sainte-Famille que prend place la première réunion de la Société. Le 18 septembre 1936, Ouellet devient secrétaire de cette société de philosophie.
Ouellet participe aux Congrès de l'ACFAS (Association canadienne-française pour l'avancement des sciences) et présente, en 1936, une conférence sur les rayons cosmiques. A la Société des arts, l'année suivante, il parle des phénomènes optiques dans le ciel, des aurores boréales.
Au moment où̀ Louis Cloutier devient secrétaire de l'École supérieure de chimie, Ouellet retourne à l'enseignement de la chimie-physique et s'emploie à convaincre les autorités de l'École de l'importance de trouver un ou plusieurs professeurs de physique compétents. C'est dans ce contexte qu'il sera impliqué́ de près dans la venue à Québec du physicien italien Franco Rasetti.
Au cours de son séjour en Europe, Ouellet a perfectionné son allemand au point d'être en mesure de remplacer à pied levé́ le professeur Belleau mobilisé en 1939. Il est par la suite nommé titulaire de chimie-physique à la Faculté des sciences en 1940, puis titulaire de chimie-physique théorique au lieu de chimie-physique en 1947.
En 1949, Ouellet s'est intéressé à l'étude des formes des êtres vivants. Il a eu l'idée d'établir une analogie avec le développement de villes comme Québec ou San Francisco. De même que ces dernières se développent selon la contrainte de la géographie de l'environnement, les êtres vivants se développeraient peut-être à partir de leur matériel génétique, bien sûr, mais aussi en raison de contraintes extérieures provenant de la rigidité de leur membrane. Il se peut, pense-t-il, qu'une partie des transformations qu'ils subissent soit due à des contraintes mécaniques. Il étudie ces phénomènes sur le cuprène, un hydrocarbure non saturé qui pousse sur le cuivre. Peut-être, pensait Ouellet y a-t-il reproduction? Il constate que la deuxième génération de cuprène apparaît plus lentement que la première et que la génération suivante apparaît encore plus lentement. A ce moment l'Université Laval ne possède pas de microscope électronique pour vérifier ses hypothèses.
En 1949-50, Ouellet obtient une bourse d'études d'un an de la Fondation Guggenheim. Il se rend au «Radiation Laboratory» de l'Université de Californie, à Berkeley. Ouellet fait analyser ses échantillons de cuprène et les montre à une demi-douzaines de biologistes réunis à Berkeley, juste avant de donner une conférence sur le sujet. Plusieurs lui répondent qu'il est en effet possible que ces formes soient vivantes mais ces recherches n'ont pas eu de suite.
En Californie, Ouellet en profite pour rencontrer le physicien italien Emilio Segre. Celui-ci avait travaillé avec Franco Rasetti en Italie avant que ce dernier ne vienne enseigner la physique à l'Université Laval.
Ouellet travaille sur les mécanismes de la photosynthèse avec un futur prix Nobel de chimie en 1961, Melvin Calvin (1911- ). Celui-ci est le créateur de techniques d'analyse chimique faisant appel à la fois à la chromatographie et à la radioactivité pour étudier le mécanisme de la photosynthèse. Calvin utilise le carbone 14 comme traceur et travaille sur la chromatographie du papier. Ouellet est emballé: «Pour la première fois de ma vie, il existait une technique qui permettait d'aller plus loin dans la compréhension des mécanismes de la photosynthèse». L'idée des traceurs n'est pas tout à fait nouvelle mais l'utilisation du carbone 14 au lieu du radium est alors très récente. Jusqu'à ce moment les publications de Ouellet portaient sur la photochimie. Les travaux dans le laboratoire de Calvin donneront lieu à une publication, en 1951, sur la photosynthèse. Le nom de Ouellet et d'autres collaborateurs de Calvin apparaît aussi sur cet article. Ce sera la première publication de Ouellet sur la photosynthèse.
A son retour à l'Université Laval, Cyrias Ouellet continue de s'intéresser à la photosynthèse, plus précisément à l'emploi du carbone radioactif pour suivre l'assimilation chlorophyllienne. Il s'intéresse aussi à l'oxydation en phase gazeuse, aux explosions, aux combustions lentes (flammes froides)et aux réactions en chaînes ramifiées et non ramifiées.
À ce moment, le chimiste américain Linus Carl Pauling (1901- ) vient d'inventer un manomètre, appareil servant à mesurer la tension d'un gaz, d'une vapeur et la pression d'un fluide contenu dans un espace fermé. A l'Université Laval, Ouellet mesure les post- combustions. Il se rappelle que ses recherches ont été́ interrompues: «J'aurais pu faire des expériences mais je n'ai pas pu exploiter la découverte de Pauling parce qu'on avait besoin du laboratoire pour Lemay qui complétait sa thèse. Ces déceptions font partie de la vie de chercheur».

### Doyen de la faculté des sciences
C’est alors que Ouellet succède, en 1956, à Adrien Pouliot, comme doyen de la Faculté des sciences. Pouliot est en place depuis seize ans. Ouellet le restera pendant quatre ans. Peu attiré par l’administration, ce dernier doit toutefois «prendre son tour.»: «Contrairement à Pouliot, explique-t-il, je n'ai jamais eu le sens institutionnel..., je m'occupais de mes étudiants». Il explique:
«Lorsque j'étais doyen de la Faculté des sciences, je disais ce que je pensais et Duplessis, premier ministre du Québec à cette époque, ne m'aimait pas. Cela a pu retarder la construction de la faculté des sciences. Nous sommes allés à Boston voir les nouvelles constructions. De toute façon, même si Duplessis a été réélu en 1956, tôt ou tard, il allait y avoir des élections, au plus tard en 1960. On nous a alors supplié de construire. Après la construction des pavillons, il y a eu un déblocage dans le domaine de la recherche. Tout le monde le voulait».
Cyrias Ouellet a aussi été́ membre du Conseil national de recherches du Canada de 1951 à 1957 et membre du Conseil des sciences du Canada de 1965 à 1971. Il reste pendant plusieurs années, «le porte-parole de la communauté́ scientifique universitaire» et il «signe tous les mémoires de l'ACFAS depuis la Commission Massey».
Il représente toujours l'ACFAS à la Commission Parent, de son nom officiel, «Commission royale d'enquête sur l'enseignement dans la province de Québec». Il propose la création d'un «Conseil provincial des recherches», muni de ses propres laboratoires et jouant auprès du gouvernement un rôle consultatif.

### Les dernières années
Cyrias Ouellet prend sa retraite de l'Université Laval le 1er juillet 1973. L'Université Laval le nomme alors professeur émérite. Il enseignera encore pendant quelques mois comme chargé de cours en 1975. Son seul regret concerne le lent avancement des recherches sur la photosynthèse. Encore en 1987, ce problème le préoccupe: «Ce que je viens de lire dans Scientific American au sujet de la photosynthèse me déprime, dit-il, car le problème n'est pas encore résolu».
Durant ses dernières années comme professeur, Cyrias Ouellet ne dédaigne pas pour autant la recherche et dirige plusieurs étudiants à la maîtrise et au doctorat. Il en profite pour leur proposer des sujets qui viendront lui apporter une réponse à des problèmes non résolus.
Ses quatre derniers étudiants à la maîtrise et au doctorat furent Pierre Michaud, Roland Richter, Jean Lebel et Louis-Marie Bonneau, diplômés en 1969 et 1970. Les connaissances et l’amour de la recherche transmis par le professeur Ouellet a permis à ceux-ci de connaître une carrière fructueuse. Un résumé des réalisations de trois de ceux-ci apparaissent en annexe.

## Distinctions
- 1951 - Prix Léo-Pariseau
- 1975 - Médaille Gloire de l'Escolle